# Studebaker Golden Hawk

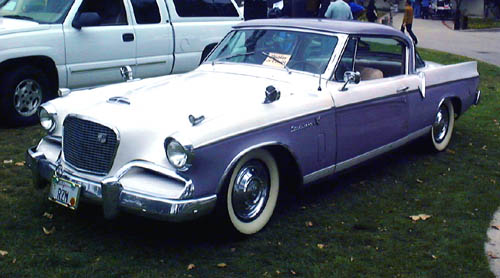
Studebaker Golden Hawk från 1956

Studebaker Golden Hawk är namnet på en prestanda- och prestigemodell av Studebaker som tillverkades 1956-1958.
Studebaker Golden Hawk var den dyraste och mest påkostade modellen i Hawk-serien som i introducerades som en sportig "personal car" 1956. Den var en så kallad "hard top" (kupé utan B-stolpe mellan sidorutorna) och skilde sig från motorsvagare bröder genom små fenor på bakflyglarna. 
Modellen utrustades med motor från Packard, Studebakers partner dessa år, och även växellådorna var de som användes av detta märke. Motorn var på 352 kubiktum, ca 5.8 liter och utvecklade 275 hk och närmare 500 nm. Motorn var stor och tung och inte optimal för den lätta (med amerikanska mått) hawkmodellen. 
Bilen var snabb, både i toppfart och acceleration, men blev kraftigt understyrd. För 1957 års modell ersattes Packard-motorn med en mindre V8 av Studebakers egen tillverkning, på 289 kubiktum eller 4,7 liter. Effekten var oförändrad 275hk trots tvåports förgasare på grund av en centrifugalkompressor som monterats på motorn.
Kompressorn arbetade mest vid fullt pådrag, och den nya modellen blev alltså både mer vägsäker, bränslesnål och även snabbare än förut.
Fenorna, som tillverkades i karossplåt, blev större, och en bula (scoop) på huven fick dölja kompressorn. 1958 års modell är snarlik, men tillverkad i ännu färre exemplar.